# Bodum

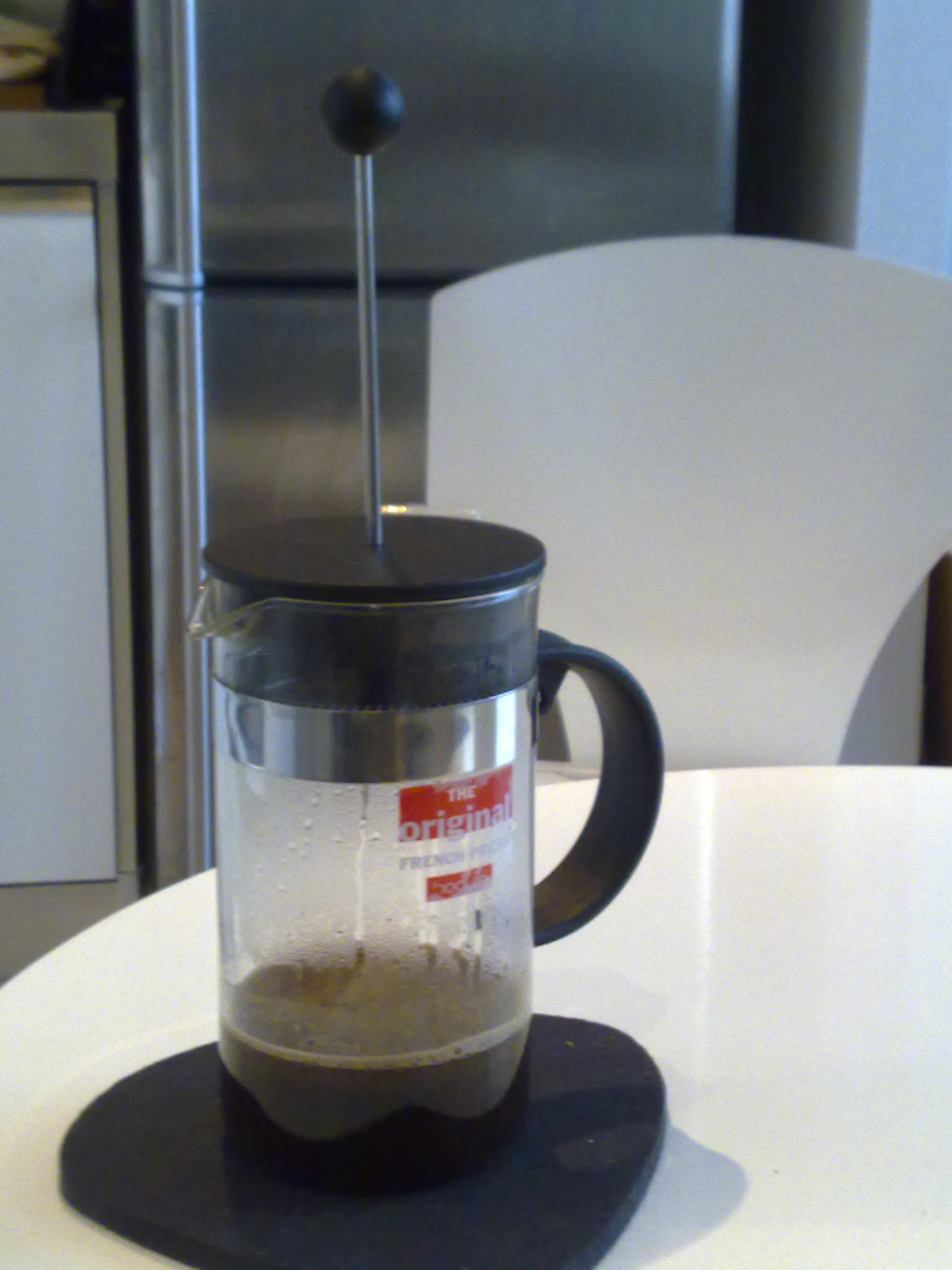
Kaffeezubereitung in der Bodum-Pressstempelkanne.

Die Bodum AG ist ein dänischer Hersteller von Geschirr und Küchenutensilien mit Hauptsitz in der Schweiz.
Das Unternehmen wurde 1944 in Kopenhagen gegründet und befindet sich noch heute in Familienbesitz.
Bereits zu Anfangszeiten verfolgte Peter Bodum das Prinzip „Form follows function“.
 Mit seinem Kaffeebereiter Santos erhielt er wegen seines einzigartigen Designs internationale Anerkennung; dieser wurde in den 1950er, 60er und 70er Jahren zu einem der weltweit wichtigsten Kaffeebereiter. Auch heute wird Santos noch immer im Originaldesign (das von Kaas Klaeson stammt) von Bodum produziert.
1974 übernahm Jørgen Bodum, der Sohn des Firmengründers, die Geschäftsleitung und verlegte den Hauptsitz der Firma 1978 nach Triengen im Kanton Luzern.
1986 eröffnete Bodum den ersten Shop in London, daraufhin folgten Läden in Paris, Kopenhagen, Zürich, Luzern, New York (geschlossen 2007) und Tokio. 2013 existieren 52 Bodum Shops weltweit. Dazu kommen Shop in Shops in weiteren Ländern.
Bodum ist ein führender Hersteller von Pressstempelkannen und Vakuum-Kaffeebereitern. Vor allem bekannt durch seine Pressstempelkannen, wird der Firmenname häufig mit diesen assoziiert.
Bodum besteht aus Holdinggesellschaften in Dänemark und der Schweiz, 12 Verkaufsgesellschaften sowie drei Produktionsgesellschaften. Auch die Firma Pi Design AG, die über die Rechte an den Produkten, Marken, Patenten und Werkzeugen verfügt, hat ihren Sitz in der Schweiz.